# Taye Diggs
Pour les articles homonymes, voir Diggs (homonymie).
Scott Diggs, dit Taye Diggs, né le 2 janvier 1971 à Newark, New Jersey (États-Unis) est un acteur américain.
Il commence sa carrière dans les années 1990 et se fait connaître à Broadway dans des comédies musicales à succès telles que Carousel, Rent et Chicago. Dans le même temps, il multiplie les petits rôles à la télévision mais perce au cinéma grâce aux longs métrages Sans complexes, Le Mariage de l'année et La Maison de l'horreur.
Il enchaîne, dans les années 2000, essentiellement les seconds rôles au cinéma (Way of the Gun, Brown Sugar, Equilibrium, Le Rappeur de Malibu, Chicago) et accède à la notoriété grâce aux divers rôles principaux qu'il occupe dans des séries comme Ally McBeal, Kevin Hill et Day Break.
Entre 2007 et 2013, il est l'un des héros principaux de la série dérivée de Grey's Anatomy, Private Practice. Après une poignée d'interventions notables au cinéma (Le Mariage de l'année, 10 ans après, Destination Love et Opening Night), il fait un retour télévisuel remarqué dans la série policière First Murder (2014-2016) avant de décrocher un rôle récurrent dans la série musicale Empire (2016-2018). Depuis 2018, il est à l'affiche de la série All American.

## Biographie

### Jeunesse et formation
Taye Diggs a vécu presque toute sa vie à Rochester, dans l'État de New York. Il est né dans une famille où la musique et les arts tiennent une place importante. Aîné d'une fratrie de cinq enfants, ses deux frères sont musiciens et l'une de ses sœurs, danseuse. Seule la benjamine a choisi une profession plus terre à terre (vétérinaire). Son véritable prénom est Scott, mais ses amis l'ont vite surnommé « Scottaye », qu'ils ont fini par raccourcir en « Taye ».

### Carrière

#### Débuts à Broadway et révélation
Lorsqu'il part à l'université de Syracuse (toujours dans ce même État), il choisit de se spécialiser dans la comédie musicale. Il démarre ainsi à Broadway dans des pièces à succès comme Carousel, Rent, The Wild Party, et Wicked. C'est sur les planches qu'il rencontre sa première épouse, la comédienne Idina Menzel, avec qui il lui arrive de partager l'affiche.
Dans le même temps, Taye Diggs fait de nombreuses apparitions à la télévision dans des petits rôles. Il perce finalement au cinéma en donnant la réplique à la respectée Angela Bassett pour la comédie romantique Sans complexes. L'année d'après, il change de registre pour le film noir Go porté par la jeune Katie Holmes et Timothy Olyphant.
Mais c'est en 1999 qu'il se fait réellement remarquer grâce à deux longs métrages : d'abord la comédie dramatique Le Mariage de l'année qui est largement plébiscitée par la critique, et le film d'horreur La Maison de l'horreur, a contrario laminé par la critique inversant cette tendance grâce à son succès au box office. Ce sont ses deux compositions qui lui valent ses premières citations et récompenses lors de cérémonies de remises de prix.

#### Cinéma et passage à la production

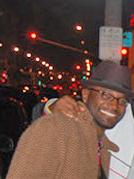
L'acteur photographié en 2009.

Il joue ensuite des seconds rôles remarqués dans des longs métrages tels que l'oscarisé Chicago, écrit par Bill Condon, ce film est une adaptation de la comédie musicale éponyme de Bob Fosse, John Kander et Fred Ebb. Ce long métrage remporte l'Oscar du meilleur film. Il donne la réplique à Christian Bale pour le film de science-fiction Equilibrium, rejoint la large distribution du thriller Basic et séduit la critique dans la comédie romantique Brown Sugar aux côtés de Sanaa Lathan.
Aussi, ces apparitions sur le petit écran l'aideront à devenir un visage familier. Il tient notamment un rôle récurrent dans la quatrième saison d'Ally McBeal, puis il joue les guest-star dans À la Maison-Blanche et Will et Grace.
En 2005, il devient le héros de Kevin Hill, une nouvelle série judiciaire. Il joue un jeune avocat new-yorkais, dont la vie va basculer lorsque son cousin décède. Il doit alors prendre en charge la fille de ce dernier, âgée de six mois. En dépit d'un certain succès, la série n'est pas renouvelée, l'acteur remporte néanmoins le NAACP Image Awards du meilleur acteur dans une série télévisée dramatique.
Côté cinéma, il décroche le premier rôle dans la version cinématographique de Rent, sous la direction de Chris Columbus, un rôle qu'il a déjà joué sur scène. L'année d'après, il joue dans un long métrage plus confidentiel avec le drame sportif 30 Days, qui retrace les coulisses du monde du basket ball.
Après une première expérience comme producteur de deux épisodes de Kevin Hill, il produit et joue le premier rôle de la série dramatique Day Break avec sa maison de production O-Taye. Cependant, le show est arrêté à l'issue de la première saison, faute d'audiences.

#### Succès télévisuels

Logo original de la série télévisée Private Practice.

Il renoue avec le succès grâce à la série dérivée de Grey's Anatomy, Private Practice, de 2007 à 2013. Il y interprète le médecin Sam Bennett. Ce rôle lui vaut son second trophée du meilleur acteur dans une série télévisée dramatique lors de la cérémonie des Image Awards qui récompense chaque année depuis 1967 les meilleurs films, musiques, livres, émissions et les meilleurs professionnels de la communauté afro-américaine. Il est également proposé pour le People's Choice Awards de l'acteur de série télé préféré.
Il s'invite ensuite dans une poignée d'épisodes de la sixième saison de l'acclamée série The Good Wife avant de se voir confier le rôle-titre de la série policière d'anthologie First Murder aux côtés de Kathleen Robertson sur la chaîne TNT. Cette série lui permet d'être cité pour la septième fois pour le NAACP Image Awards du meilleur acteur. Bien que les audiences soient suffisantes et les critiques positives, les producteurs prennent la décision d'arrêter la production au terme de la troisième saison tout en apportant une réelle conclusion, en raisons d'une réorientation créative amorcée par la chaîne de diffusion américaine.

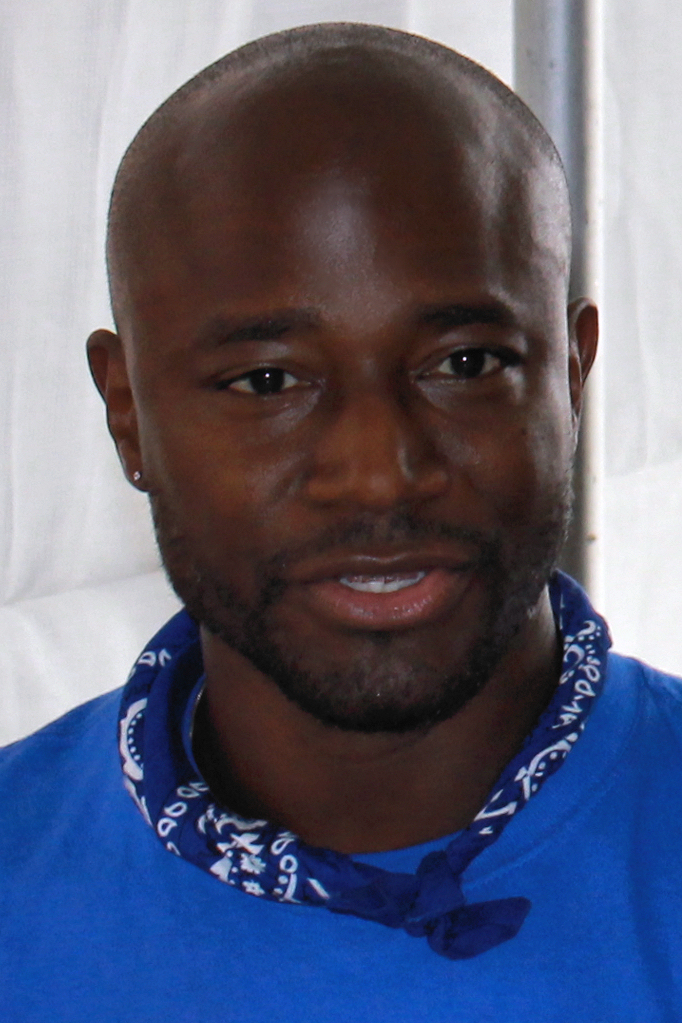
Lors de l'édition 2015 du Texas Book Festival.

Parallèlement, il retrouve Morris Chestnut pour quelques épisodes de Rosewood et renoue finalement avec la comédie musicale grâce au long métrage Opening Night donnant la réplique à Topher Grace et Anne Heche. Il est ensuite choisi pour incarner le rôle récurrent du petit ami de Taraji P. Henson dans la série musicale à succès Empire.
En 2018, aux côtés de Lucy Liu, il est l’une des vedettes de la comédie romantique Petits coups montés, distribuée sur la plateforme Netflix. La même année, il décroche l'un des premiers rôles de la série dramatique All American du réseau The CW Television Network. La série est inspirée de la vie du joueur de football américain professionnel Spencer Paysinger (en).
En 2019, il rejoint la distribution du téléfilm musical Rent aux côtés de Vanessa Hudgens, Jordan Fisher, mais aussi des chanteurs Mario et Tinashe ainsi que la drag queen Valentina, révélée dans l'émission RuPaul's Drag Race. Il s'agit d'un television special, partiellement diffusé et joué en live, diffusée le 27 janvier 2019 sur le réseau Fox. Il est adapté de la comédie musicale Rent de Jonathan Larson, l'un des plus célèbres spectacles de Broadway.

### Vie privée
Taye a été marié de 2003 à 2014 à l'actrice Idina Menzel. Ils ont eu un fils, Walker Diggs né le 2 September 2009.
En 2014, il se met en couple avec  Amanza Smith Brown  dont il se sépare en 2020.
En 2021, il se met avec  l'actrice  Apryl Jones. Le couple a été repéré pour la première fois fin 2021. Ainsi, Apryl a fait sa première apparition sur la page TikTok de l’acteur des semaines plus tard. Ils se séparent en Avril 2024.

## Filmographie

### Cinéma

#### Longs métrages

##### Années 1990
- 1998 : Sans complexes de Kevin Rodney Sullivan : Winston Shakespeare
- 1999 : Go de Doug Liman : Marcus
- 1999 : The Wood de Rick Famuyiwa : Roland
- 1999 : Le Mariage de l'année (The Best Man) de Malcolm D. Lee : Harper Stewart
- 1999 : La Maison de l'horreur (House on Haunted Hill) de William Malone : Eddie Baker

##### Années 2000
- 2000 : Way of the Gun (The Way of the Gun) de Christopher McQuarrie : Jeffers
- 2002 : Amitié dangereuse (New Best Friend) de Zoe Clarke-Williams : Artie Bonner
- 2002 : Just a Kiss de Fisher Stevens : Andre (non crédité)
- 2002 : Brown Sugar de Rick Famuyiwa : Andre Romulus 'Dre' Ellis
- 2002 : Equilibrium de Kurt Wimmer : Brandt
- 2002 : Chicago de Rob Marshall : Bandleader
- 2003 : Basic de John McTiernan : Pike/Dunbar
- 2003 : Le Truand de Malibu (Malibu's Most Wanted) de John Whitesell : Sean
- 2004 : Drum de Zola Maseko : Henry Nxumalo
- 2005 : Cake de Nisha Ganatra : Hemingway Jones
- 2005 : Slow Burn (en) de Wayne Beach : Jeffrey Sykes
- 2005 : Rent de Chris Columbus : Benjamin Coffin III
- 2006 : 30 Days de Jamal Joseph : Jamal Boy
- 2008 : Days of Wrath de Celia Fox : Steve Laredo

##### Années 2010
- 2010 : Dylan Dog (Dylan Dog: Dead on Night) de Kevin Munroe : Vargas
- 2010 : La Guerre des pères de Rick Famuyiwa : Whipped Friend (non crédité)
- 2012 : Between Us de Dan Mirvish : Carlo
- 2013 : Le Mariage de l'année, 10 ans après (The Best Man Holiday) de Malcolm D. Lee : Harper
- 2013 : Mensonges et faux semblants (The Trials of Cate McCall) de Karen Moncrieff : Austin Moseley (non crédité)
- 2013 : Destination Love (Baggage Claim) de David E. Talbert : Langston Jefferson Battle III
- 2015 : Larry Gaye: hôtesse de l'air de Sam Friedlander : Rasta Crab Driver
- 2016 : Opening Night de Isaac Rentz : Malcolm
- 2017 : My Little Pony : Le Film (My Little Pony The Movie) de Jayson Thiessen : Capper (voix)
- 2017 : Til Death Do Us Part de Chris Stokes : Alex (également producteur)
- 2018 : Petits coups montés (Set It Up) de Claire Scanlon : Richard « Rick »
- 2018 : Cops Incrimination (Rivers Run Red) de Wes Miller : Charles Coleman Sr.

### Télévision

#### Séries télévisées
- 1996 : New York Undercover : Stephon (1 épisode)
- 1996 : New York, police judiciaire : Sky Bell (1 épisode)
- 1997 : Les 101 Dalmatiens, la série : Dre (voix, 1 épisode)
- 1997 : Haine et Passion ("The Guiding Light") : Adrian 'Sugar' Hill
- 2001 : Ally McBeal : Jackson Duper (rôle récurrent, saison 4 - 10 épisodes)
- 2003 : À la Maison-Blanche : Agent secret Wesley (saison 4, épisodes 22 et 23)
- 2004-2005 : Kevin Hill : Kevin Hill (rôle principal - 22 épisodes) -également producteur de 2 épisodes-
- 2006-2007 : Day Break : Brett Hopper (rôle principal - 13 épisodes) -également producteur des 13 épisodes-
- 2006 : Will et Grace : James Hanson (saison 8, 4 épisodes)
- 2007-2013 : Private Practice : Dr. Samuel Bennett (rôle principal - 111 épisodes)
- 2007-2009 : Grey's Anatomy : Dr. Samuel Bennett (saison 3 épisodes 22 et 23 et saison 5, épisode 15)
- 2009 : The Super Hero Squad Show : Black Panther (voix, 1 épisode)
- 2009 : Better Off Ted : Greg (saison 2, épisode 1)
- 2010-2014 : 1, rue Sésame : lui-même (2 épisodes)
- 2013 : New Girl : Artie (saison 3, épisode 7)
- 2014 : The Good Wife : Dean Levine-Wilkins (saison 6, 4 épisodes)
- 2014-2016 : First Murder : Inspecteur Terrance English (rôle principal - 32 épisodes)
- 2015 : Rosewood : Mike Boyce (saison 1, 3 épisodes)
- 2015 : Docteur La Peluche : Declan (voix, 1 épisode)
- 2016 : NCIS : Enquêtes spéciales : Sergent Davis (saison 13, épisode 18)
- 2016-2017 : Empire : Angelo Dubois (rôle récurrent - 23 épisodes)
- 2017 : Doomsday : Dr. Davis Albright (pilote non retenu)
- 2018-2023 : All american : Coach Billy Baker (rôle principal)
- 2020 : Le Nouveau Muppet Show : lui-même (épisode 1)
- 2020 : Allô la Terre, ici Ned : lui-même (saison 1, épisode 10)

#### Téléfilm
- 2019 : Rent de Michael Greif et Alex Rudzinski : lui-même (téléfilm live)

### TV Réalité
- 2019 :

Selling Sunset : lui-même

#### Clips
- 2002 : Boys de Britney Spears en duo avec Pharrell Williams
- 2016 : #WHERESTHELOVE des The Black Eyed Peas

## Théâtre
Sauf indication contraire ou complémentaire, les informations mentionnées dans cette section proviennent de la base de données IBDb.
- 1994 - 1995 : Carousel : Policier / Cyrus Hamlin / Jigger Craigin
- 1996 - 2008 : Rent : Benjamin Coffin III
- depuis 1996 : Chicago : Billy Flynn
- depuis 2003 : Wicked : Fiyero
- 2014 - 2015 : Hedwig and the Angry Inch : Hedwig

## Voix francophones
En France, Taye Diggs était régulièrement doublé par Bruno Dubernat jusqu'à son décès en 2022. Daniel Njo Lobé l'a également doublé à quatre reprises.

## Distinctions
Sauf indication contraire ou complémentaire, les informations mentionnées dans cette section proviennent de la base de données IMDb.

### Récompenses
- 2000 : Blockbuster Entertainment Awards du meilleur acteur dans un second rôle pour La Maison de l'horreur.
- Critics' Choice Movie Awards 2003 : Meilleure distribution pour Chicago partagée avec Christine Baranski, Ekaterina Chtchelkanova, Denise Faye, Colm Feore, Richard Gere, Deidre Goodwin, Mya, Lucy Liu, Queen Latifah, Susan Misner, John C. Reilly, Dominic West, Renée Zellweger et Catherine Zeta-Jones
- Screen Actors Guild Awards 2003 : Meilleure distribution pour Chicago
- Festival international du film de Chicago 2003 : Prix pour l'ensemble de sa carrière
- 2005 : NAACP Image Awards du meilleur acteur dans une série télévisée dramatique pour Kevin Hill.
- 2009 : NAACP Image Awards du meilleur acteur dans un second rôle dans une série télévisée dramatique pour Private Practice
- 2014 : Acapulco Black Film Festival de la meilleure distribution pour The Best Man Holiday partagée avec Eddie Cibrian, Morris Chestnut, Terrence Howard, Harold Perrineau, Regina Hall, Sanaa Lathan, Melissa De Sousa, Nia Long et Monica Calhoun

### Nominations
- 1999 : Acapulco Black Film Festival du meilleur acteur pour Sans complexes
- Black Reel Awards 2000 : Meilleur acteur pour Le Mariage de l'année
- NAACP Image Awards 2000 : Meilleur acteur pour Le Mariage de l'année
- Awards Circuit Community Awards 2002 : Meilleure distribution dans un film pour Chicago, partagée avec l'ensemble du casting principal
- NAACP Image Awards 2002 : Meilleur acteur dans un second rôle dans une série télévisée comique pour Ally McBeal
- Gold Derby Awards 2003 : Meilleure distribution dans un film pour Chicago, partagée avec l'ensemble du casting principal
- Phoenix Film Critics Society Awards 2003 : Meilleure distribution dans un film pour Chicago, partagée avec l'ensemble du casting principal
- NAACP Image Awards 2003 : Meilleur acteur pour Brown Sugar
- Teen Choice Awards 2003 :
  - Meilleur baiser dans un film pour Brown Sugar, partagé avec Sanaa Lathan
  - Meilleure alchimie dans un film pour Brown Sugar, partagé avec Sanaa Lathan
- Critics' Choice Movie Awards 2006 :
  - Meilleure distribution pour Rent, partagée avec l'ensemble du casting principal
  - Meilleure bande originale pour Rent
- Online Film & Television Association 2006 : Meilleure bande originale pour Rent
- NAACP Image Awards 2008 : Meilleur acteur dans un second rôle dans une série télévisée dramatique pour Private Practice
- NAACP Image Awards 2010 : Meilleur acteur dans une série télévisée dramatique pour Private Practice
- People's Choice Awards 2011 : Acteur de série télé dramatique préféré
- NAACP Image Awards 2012 : Meilleur acteur dans une série télévisée dramatique pour Private Practice
- 2014 : Acapulco Black Film Festival de la meilleure distribution pour Destination Love partagée avec l'ensemble du casting principal
- NAACP Image Awards 2015 : Meilleur acteur dans une série télévisée dramatique pour First Murder
- Black Reel Awards 2018 : meilleur acteur invité dans une série télévisée dramatique pour Empire